# Komendska Dobrava
Komendska Dobrava – wieś w Słowenii, w gminie Komenda. W 2018 roku liczyła 58 mieszkańców.